# Michal Lesák
Michal Lesák (* 18. srpna 1975, Havlíčkův Brod) je bývalý český fotbalista, obránce.

## Fotbalová kariéra
Začínal v Chotěboři, do Hradce Králové přestoupil v roce 1989, jednu sezónu odehrál v Turnově. V lednu 2003 odešel do Bohemians, po dvou letech přestoupil do Příbrami. V létě 2005 odešel do Ostravy, po roce se do Příbrami vrátil. V lize odehrál 137 utkání a dal 7 gólů. Obounohý obránce, tvrdý, rychlý, hrající dobře hlavou. Jeho syn, Michal Lesák ml. hraje momentálně za FC Hradec Králové v kategorii U16.

## Ligová bilance
| Ročník                          | Zápasy | Góly | Klub              |
| ------------------------------- | ------ | ---- | ----------------- |
| 1. česká fotbalová liga 1995/96 | 5      | 0    | SK Hradec Králové |
| 1. Gambrinus liga 1997/98       | 10     | 1    | SK Hradec Králové |
| 1. Gambrinus liga 1998/99       | 10     | 0    | SK Hradec Králové |
| 1. Gambrinus liga 1999/00       | 24     | 1    | SK Hradec Králové |
| 1. Gambrinus liga 2001/02       | 25     | 1    | SK Hradec Králové |
| 1. Gambrinus liga 2002/03       | 12     | 0    | SK Hradec Králové |
| 1. Gambrinus liga 2002/03       | 14     | 1    | Bohemians 1905    |
| 1. Gambrinus liga 2004/05       | 11     | 3    | FC Marila Příbram |
| 1. Gambrinus liga 2005/06       | 9      | 0    | FC Baník Ostrava  |
| 1. Gambrinus liga 2006/07       | 18     | 0    | FC Marila Příbram |
| Corgoň liga 2007/08             | 11     | 0    | FK AS Trenčín     |
| CELKEM                          | 149    | 7    |                   |